# Lavau (Aube)
Lavau è un comune francese di 831 abitanti situato nel dipartimento dell'Aube nella regione del Grand Est. Si trova nell'area urbana della città di Troyes.
Nel 2015, vi fu scoperta una vastissima necropoli celtica del V secolo avanti Cristo, contenente la tomba intatta di un principe celtico. È già considerata la meglio conservata delle grandi tombe celtiche fino ad'ora scoperte in Europa.

## Società

### Evoluzione demografica
Abitanti censiti